# Macvicaria fossombronioides
Macvicaria fossombronioides là một loài rêu trong họ Porellaceae. Loài này được W.E. Nicholson mô tả khoa học đầu tiên năm 1930.
Danh pháp khoa học của loài này chưa được làm sáng tỏ. 